# L'Âme-stram-gram
Pour l’article ayant un titre homophone, voir Am stram gram (homonymie).
Singles de Mylène Farmer
Ainsi soit je (Live)
(1997) Je te rends ton amour
(1999)
L'Âme-stram-gram est une chanson de Mylène Farmer, sortie en single le 9 mars 1999 en tant que premier extrait de l’album Innamoramento.
Sur une musique légèrement techno composée par Laurent Boutonnat, la chanteuse écrit un texte à double sens inspiré de la comptine pour enfants Am stram gram, dans lequel elle évoque à la fois la psychanalyse et l'orgasme, jouant avec les mots tout au long des paroles.
Le clip, dont le scénario inspiré d'une légende chinoise est écrit par Mylène Farmer, est tourné à Pékin par Ching Siu-tung. 
Nécessitant la reconstruction d'une partie de la Grande Muraille, il est le clip français le plus cher jamais réalisé, avec un budget de 900 000 euros.
Le titre connaît le succès en France, atteignant la 2e place du Top 50 et la 3e place des diffusions radios, mais aussi en Russie et en Europe de l'Est.

## Contexte et écriture
Après les succès de l'album Anamorphosée (sorti en octobre 1995 et vendu à plus d'un million d'exemplaires), de la tournée Tour 1996 et de l'album Live à Bercy (sorti en mai 1997 et vendu à près d'un million d'exemplaires), Mylène Farmer s'éloigne pendant plus d'un an de la scène médiatique et en profite pour voyager, lire et écrire un nouvel album.
Enregistré à Los Angeles à l'automne 1998, l'album Innamoramento est annoncé pour le 7 avril 1999, avec pour premier extrait la chanson L'Âme-stram-gram.

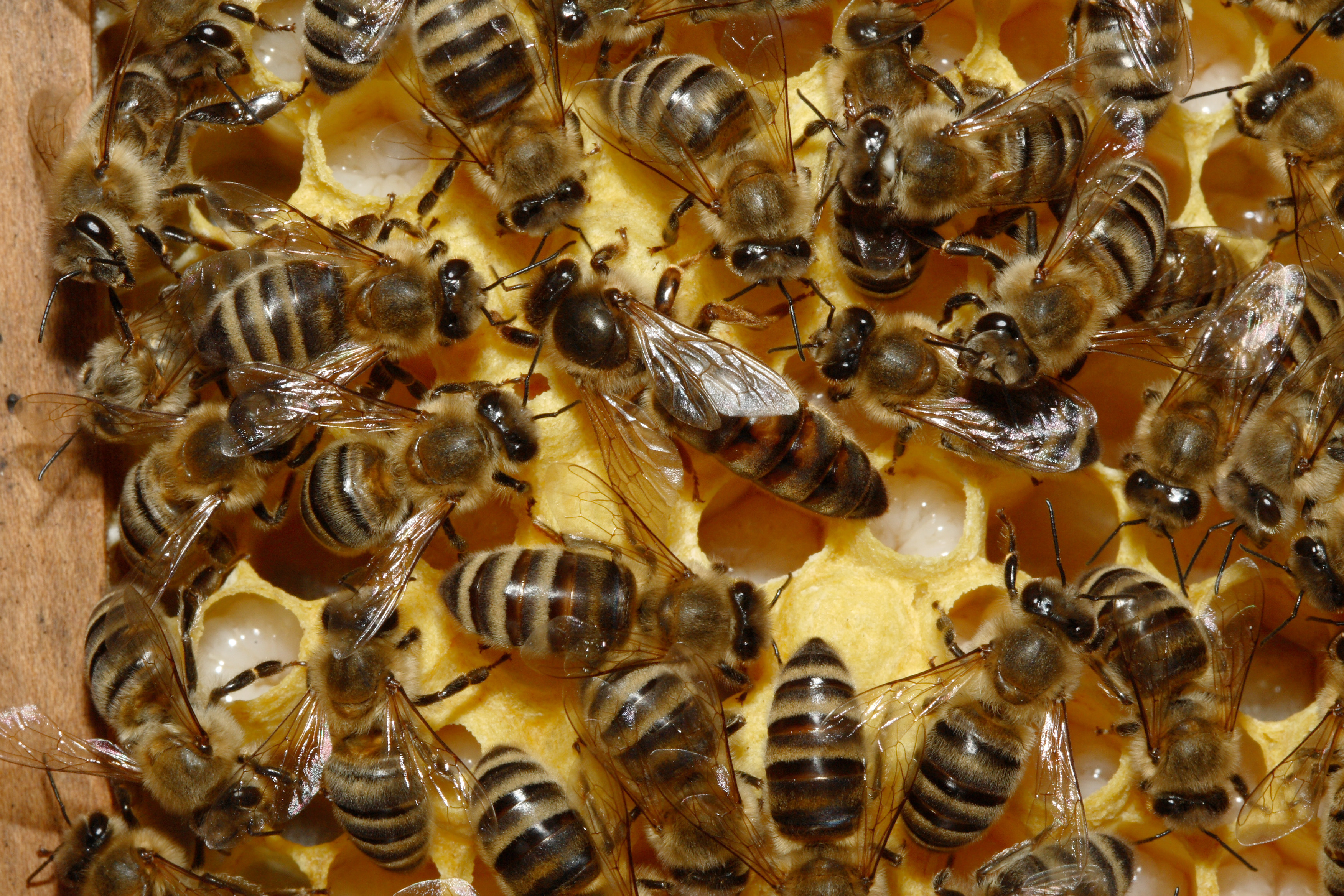
Le texte à double sens utilise notamment le champ lexical des abeilles.

Après une parenthèse rock avec l'album Anamorphosée, ce titre, écrit par Mylène Farmer et composé par Laurent Boutonnat, propose alors des sonorités un peu plus techno.
Inspiré de la comptine pour enfants Am stram gram, le texte à double sens évoque à la fois la psychanalyse et l'orgasme, la chanteuse jouant avec les mots tout au long des paroles (« J'ouïs tout ce que tu confesses », « J'ouïs tout ce que tu susurres »...). La répétition de certains mots dans le refrain, au sein de phrases qui se suivent (« En moi, en moi, toi que j'aime, dis-moi, dis-moi quand ça n'va pas »), est un effet de style pour faire référence aux va et vient lors d'un rapport sexuel.

Mylène Farmer utilise également le champ lexical des abeilles (« L'essaim bat la mesure », « Immisce et glisse l'abdomen dans l'orifice », « Un bourdon », « Pique pique-moi dans l'âme »...).

## Sortie et accueil critique
Diffusé en exclusivité sur NRJ le 1er février 1999, le single sort le 9 mars 1999, un mois avant l'album Innamoramento.

La pochette est signée Marino Parisotto Vay, et présente la chanteuse sous un voile dans des tons bleutés.

### Critiques
- « La rousse prouve à ceux qui en auraient douté qu'elle manie toujours la plume avec autant d'adresse. » (7 Extra)[4]
- « Sa ritournelle rythmée, qui rappelle plusieurs de ses anciens titres, ne surprend pas mais rassure : Mylène Farmer et Laurent Boutonnat n'ont pas perdu la main lorsqu'il s'agit de créer des tubes. » (7 Extra)[5]
- « Belle comme une musique de film délicatement pop. » (La Dépêche du Midi)[6]
- « Une ambiance sulfureuse et érotique sur fond de mélodie technoïde et de violons synthétiques qui tournoient. L'exemple même d'une mélodie entêtante. » (Star Club)[7]
- « Mylène signe, dans la lignée de Libertine et Pourvu qu'elles soient douces, l'un de ses textes les plus sulfureux, tout en jeux de mots érotiques. » (Allô!)[8]
- « Rythmes techno et paroles sulfureuses, le titre est efficace et envoûtant. »[9]
- « Sous le fard d'une rythmique techno à souhait, ce morceau dissimule un texte littéraire riche en litotes licencieuses. »[10]

## Vidéo-clip

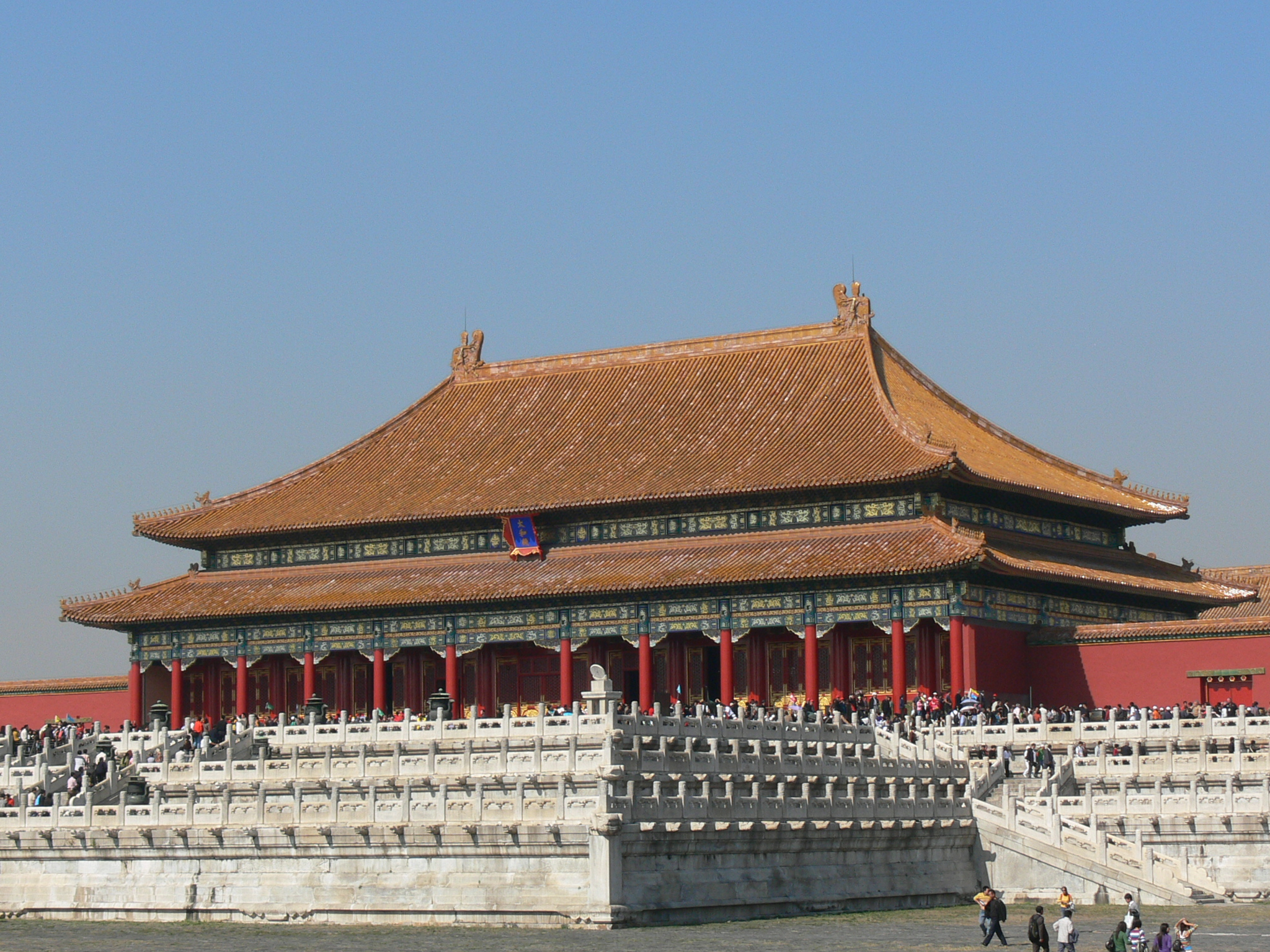
Le Pavillon de l’Harmonie suprême.

Réalisé par Ching Siu-tung, un réalisateur chinois célèbre notamment pour sa trilogie Histoire de fantômes chinois, le clip, d'une durée de près de huit minutes, est tourné près de Pékin pendant cinq jours. Auparavant, la chanteuse est restée deux semaines à Hong-Kong et Pékin afin de participer aux préparatifs techniques.
Nécessitant la reproduction d'une partie de la Grande Muraille, il est le clip français le plus cher jamais réalisé, avec un budget de 900 000 euros. L'architecture du bâtiment présent dans le clip, précédé de grands escaliers, rappelle le Pavillon de l’Harmonie suprême, au cœur de la Cité interdite.
Inspiré d'une légende chinoise, le scénario, écrit par Mylène Farmer, met en scène deux sœurs jumelles dotées de pouvoirs surnaturels.
Valérie Bony, danseuse sur le Tour 1996 et amie de la chanteuse, interprète la doublure de cette dernière. Les tenues sont de Jean-Paul Gaultier.

### Synopsis

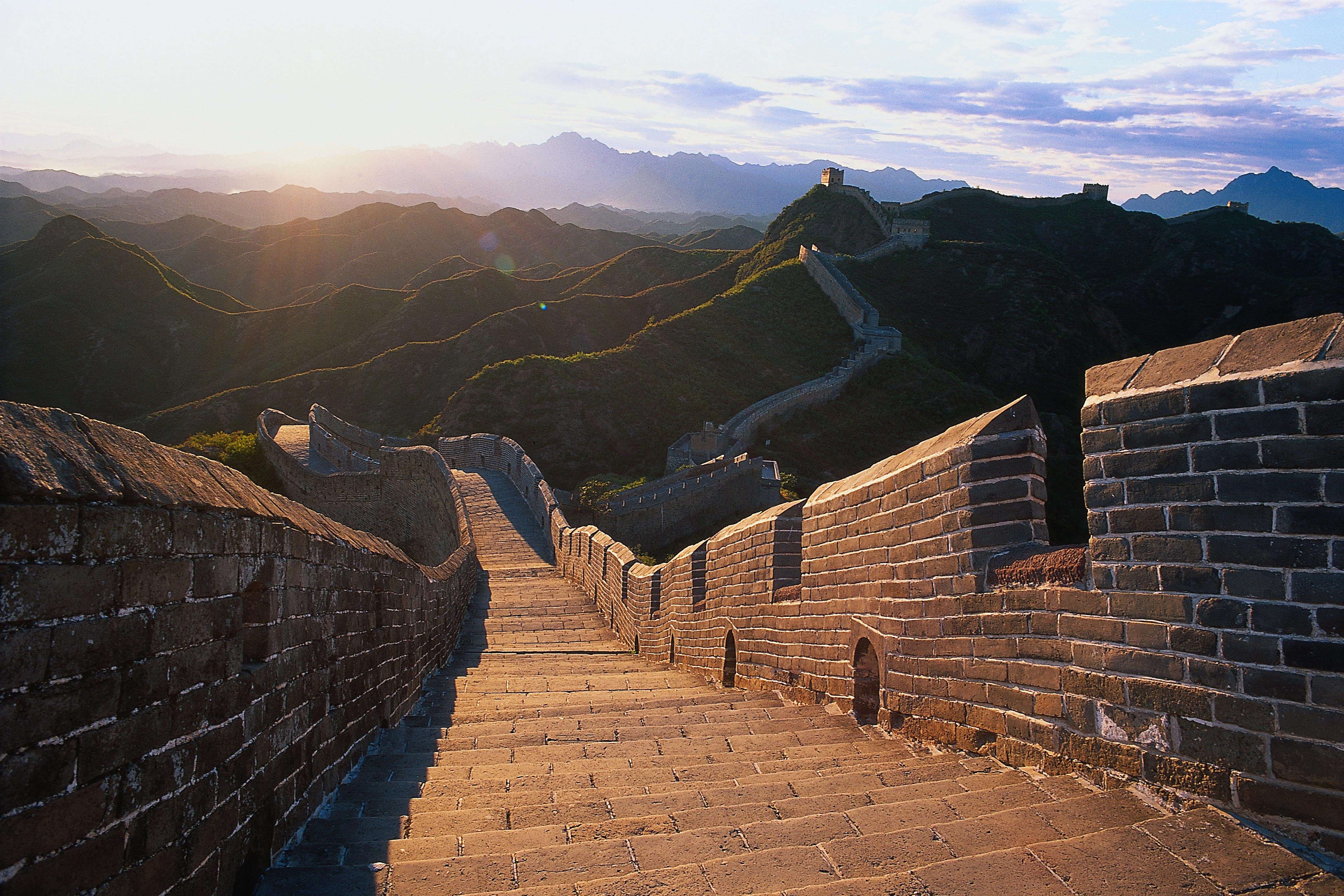
Le clip a nécessité la reproduction d'une partie de la Grande Muraille.

Dans les plaines chinoises, deux sœurs jumelles jouent gaiement au milieu de voiles colorés.
Leurs jeux insouciants sont vite dissipés par une horde de soldats à cheval qui vient les attaquer. 
Effrayées, elles tentent de fuir mais se retrouvent rapidement encerclées.
Elles utilisent alors un mystérieux pouvoir en sortant leurs très longues langues : lorsque celles-ci se touchent, elles déclenchent un champ de force destructeur qui déstabilise leurs assaillants, projetant à terre plusieurs d’entre eux. 
Essayant d'en profiter pour s'enfuir, une des jumelles est assommée par un cavalier, tandis que l'autre sœur est enlevée.

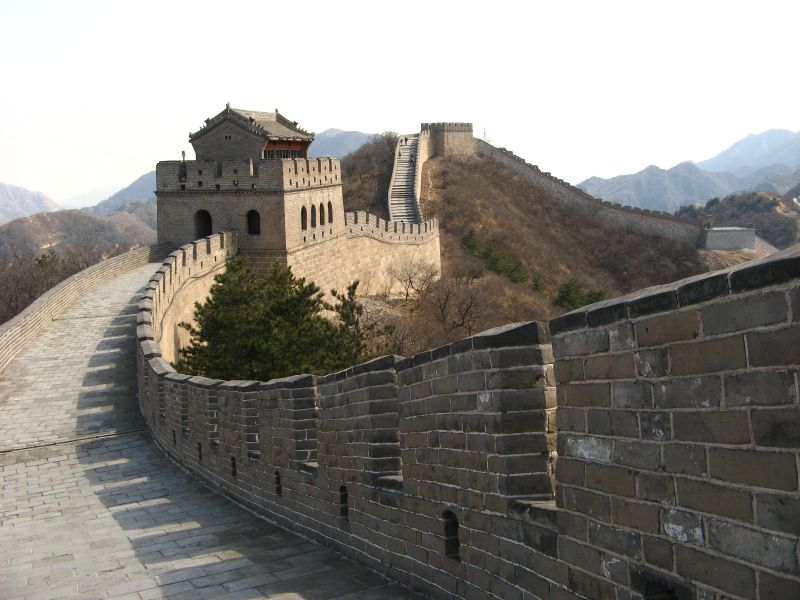
Une des tours de la Grande Muraille.

La sœur kidnappée se retrouve dans une salle de torture, où des hommes la violentent. 
Partie à sa recherche, l'autre sœur tente de venir à son secours, montant les interminables marches qui mènent vers la salle où est détenue sa jumelle, mais, à bout de force, s'effondre et dévale les marches. 
Son fantôme s’élève alors dans le ciel et va rejoindre la sœur captive. 
Unissant à nouveau leurs immenses langues, elles déclenchent un énorme champ de force qui fait exploser le repaire des bandits. 
Les deux sœurs, heureuses de se retrouver, virevoltent dans le ciel. 
Au lever du soleil, la sœur défunte doit rejoindre le Monde des morts.
Seule et désemparée, sa jumelle court alors en haut d’une des tours de la Grande Muraille, et se jette dans le vide, afin de retrouver sa sœur dans l'au-delà. 

### Sortie et accueil
Après avoir diffusé un reportage sur le tournage du clip dans l'émission Mister Biz le 19 mars 1999, M6 dévoile le clip en exclusivité le 27 mars 1999 dans Plus vite que la musique.
- « Un petit bijou. » (Télé Top Matin)[13]
- « Un clip rappelant les films de cape et d'épée asiatiques. » (Télé 7 jours)[14]
- « Un conte fantastique truffé d'effets spéciaux spectaculaires. Comme toujours, la star offre des images d'une grande qualité esthétique. » (Allô!)[8]
- « Onirique et vaporeux. » (Gala)[15]
- « Un romantisme très fin de siècle, avec les moyens de l'an 2000. Du pur Farmer. » (Télé Magazine)[16]
- « Le clip magnifie la thématique du double, chère à Mylène, et sublime des combats chorégraphiés propres au cinéma de Hong-Kong. »[9]
- « Une histoire romantique et flamboyante, parée des couleurs éclatantes du cinéma asiatique. »[17]

## Promotion
Mylène Farmer interprète L'Âme-stram-gram pour la première fois à la télévision le 2 avril 1999 dans l'émission Les années Tubes sur TF1.
Entourée de huit danseurs, elle effectue une chorégraphie créée par elle-même, rappelant des ombres chinoises.
Durant le même mois, elle chantera le titre dans deux autres émissions : Hit Machine sur M6 et Tapis rouge sur France 2.

## Classements hebdomadaires
Dès sa sortie, le titre atteint la 2e place du Top Singles, dans lequel il reste classé durant 16 semaines (dont 4 semaines dans le Top 10).

Très diffusé en radios, L'Âme-stram-gram se classe no 1 des diffusions sur les radios locales en France et no 3 sur les radios nationales, et connaît également le succès en Russie et en Europe de l'Est.
L'Âme-stram-gram a été certifié disque d'argent en France, où il s'est écoulé à plus de 200 000 exemplaires.
| Classement (1999)          | Meilleure position |
| -------------------------- | ------------------ |
| Belgique - Wallonie        | 9                  |
| France (Ventes)            | 2                  |
| France (Radios nationales) | 3                  |
| France (Radios locales)    | 1                  |
| France (Clubs)             | 7                  |
| Pologne                    | 38                 |
| Europe                     | 14                 |

| Classement (2009)                    | Meilleure position |
| ------------------------------------ | ------------------ |
| Belgique - Wallonie (Back Catalogue) | 25                 |

## Liste des supports
| 1. | L'Âme-stram-gram                | 4:16 |
| 2. | L'Âme-stram-gram (instrumental) | 4:20 |

| 1. | L'Âme-stram-gram                                   | 4:20 |
| 2. | L'Âme-stram-gram (Perky Park Pique Dames Club Mix) | 6:35 |
| 3. | L'Âme-stram-gram (Perky Park Pique d’Âme Dub Mix)  | 6:50 |
| 4. | L'Âme-stram-gram (Lady Bee by Lady Bee’s Remix)    | 6:25 |

| A1. | L'Âme-stram-gram (Perky Park Pique Dames Club Mix) | 6:35 |
| A2. | L'Âme-stram-gram                                   | 4:20 |
| B1. | L'Âme-stram-gram (Perky Park Pique d’Âme Dub Mix)  | 6:50 |
| B2. | L'Âme-stram-gram (Lady Bee by Lady Bee’s Remix)    | 6:25 |

## Crédits
- Paroles : Mylène Farmer
- Musique, arrangements et production : Laurent Boutonnat
- Mixage : Bertrand Châtenet
- Claviers et programmations : Laurent Boutonnat
- Guitares : Jeff Dahlgren
- Batteries : Abraham Laboriel Junior, Matthieu Rabaté et Denny Fongheiser
- Basses : Abraham Laboriel, Jerry Watts et Billy Sheehan
- Chœurs : Carole Rowley[30]

## Interprétations en concert

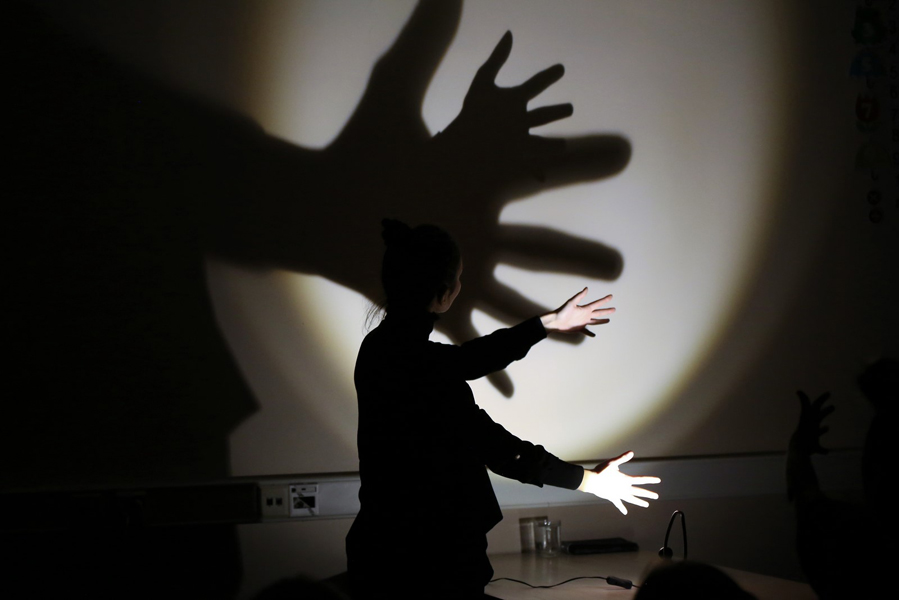
Mylène Farmer crée une chorégraphie rappelant les ombres chinoises.

Mylène Farmer interprète L'Âme-stram-gram pour la première fois en concert lors du Mylénium Tour en 1999, effectuant la chorégraphie à base d'ombres chinoises entourée de huit danseurs.
Absent du spectacle Avant que l'ombre… À Bercy en 2006, le titre est de nouveau interprété lors du Tour 2009, reprenant la même chorégraphie, dans des tenues d'écorchés signées Jean-Paul Gaultier.
La chanson ne fait pas partie de la tournée Timeless 2013, mais fait son retour lors de la résidence de la chanteuse à Paris La Défense Arena en 2019, dans une version réorchestrée et avec une chorégraphie différente, effectuée par 16 danseurs.

## Albums et vidéos incluant le titre

### Albums de Mylène Farmer
| Année | Album          | Version                                     | Durée | Certifications de l'album   |
| 1999  | Innamoramento, | Version Album Instrumental (réédition 2021) | 4:20  | Diamant · Platine · Platine |
| 2000  | Mylénium Tour  | Live 1999                                   | 6:00  | 2 × Platine · Or            |
| 2001  | Les mots       | Version Album                               | 4:20  | Diamant · 2 × Platine · Or  |
| 2003  | RemixeS        | Full Intention Sultra Mix                   | 7:57  | Or                          |
| 2009  | N°5 on Tour    | Live 2009                                   | 5:27  | 2 × Platine · Or            |
| 2019  | Live 2019      | Live 2019                                   | 4:09  | Platine                     |
| 2020  | Histoires de   | Version Album                               | 4:20  | Platine                     |

### Vidéos de Mylène Farmer
| Année | Vidéo                             | Version    | Durée | Certifications de la vidéo         |
| 2000  | Music Videos III (VHS)            | Vidéo-clip | 7:50  | -                                  |
| 2000  | Mylénium Tour                     | Live 1999  | 5:45  | Diamant (VHS) · Diamant (DVD) · Or |
| 2001  | Music Videos II & III (DVD)       | Vidéo-clip | 7:50  | Diamant                            |
| 2010  | Stade de France                   | Live 2009  | 6:17  | Diamant · Or                       |
| 2019  | Live 2019                         | Live 2019  | 4:09  | Diamant                            |
| 2021  | Les clips - L'intégrale 1999-2020 | Vidéo-clip | 7:50  | -                                  |